# Eusebiuskirche (Wendlingen)

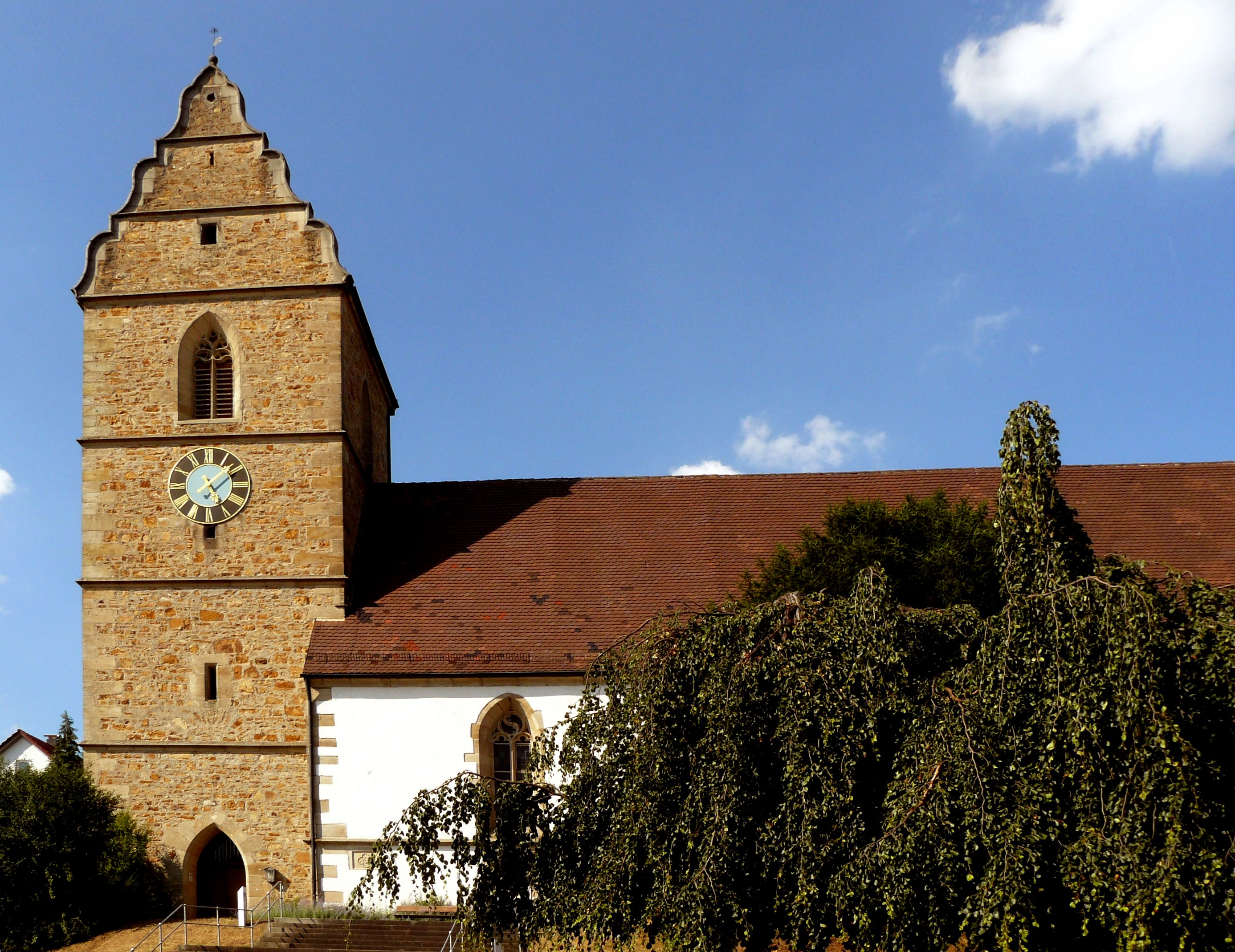
Eusebiuskirche in Wendlingen

Die Eusebiuskirche in Wendlingen am Neckar ist eine nach Eusebius von Vercelli benannte evangelische Kirche.

## Baugeschichte
Von einem Vorgängerbau der Eusebiuskirche sind zwei alte Grabplatten erhalten. Der Chor und das Schiff der Kirche wurden 1448 von Heinrich von Wernau als Erbbegräbnis angelegt. 1510 wurde sie um einen Turm ergänzt, der ein Steinmetzzeichen eines Meisters aus der Schule von Peter von Koblenz zeigt. 1710 erfolgte ein Umbau, dem ein gotischer Hochaltar zum Opfer fiel. Verschont blieb aber die Predella aus der Schule des Bartholomäus Zeitblom, die auf dem Dachboden überdauert hat. Sie ist heute im Chorraum zu sehen. Aus der Zeit dieser Renovierung stammen vier auf Fassdeckel gemalte Bilder von Daniel Pfisterer, mit denen die Kirche nun verziert wurde.
Aus der Anfangszeit der neu erbauten Kirche stammen einige Grabplatten und vor allem das überlebensgroße Bildnis des Heiligen Christophorus.
1956/57 wurde die Kirche wiederum renoviert und umgestaltet. Die Seitenempore wurde entfernt und auch die Orgel, die sich bislang im Chorraum befunden hatte, musste weichen. Der Chor erhielt 1956 und 1962 Glasfenster von Hans Gottfried von Stockhausen.
1997/98 fand die vorläufig letzte Renovierung statt, die insbesondere dem Erhalt der Kunstwerke galt.

## Konfessionsgeschichte
1548 wurden Ort und Kirche württembergisch und damit auch – spätestens zu diesem Zeitpunkt – evangelisch. Evangelische Pfarrer sind für Wendlingen aber auch schon in den 1530er Jahren nachgewiesen.

## Geläute
Die Eusebiuskirche besitzt ein Geläute von fünf Glocken. Die Sidlerglocke, die schon 1501 gegossen und 1997/98 repariert wurde, stammt offenbar noch aus dem Vorgängerbau der Kirche. Sie hat die Umschrift "Es goss mich Pantlion Sidler von Esslingen im XV Hundertund 1 Jahr zu der Er unsrer lieben Fraven, (F) Sant Luc. - Sant Marc. - Sant Johanes - Sant Matthaus." Sie wurde nach dem Zweiten Weltkrieg in einem Glockenlager in Hamburg gefunden und 1948 wieder zurück nach Wendlingen gebracht. Die übrigen Glocken, die in Stuttgart bei H. Kurtz gegossen wurden, wurden 1953 angeschafft. Sie haben die Töne B (Taufglocke), As (Kreuzglocke), Fis (Evangelistenglocke) und Des (Christusglocke). Die fünf Kirchenglocken auf dem Kirchturm bilden eines der wohltönendsten Geläute der Landeskirche.